# Der König von Alaska
Der König von Alaska ist ein US-amerikanischer Abenteuerfilm aus dem Jahr 1948 von Ewing Scott mit John Bromfield in der Hauptrolle. Der Film wurde von Danches Bros. produziert.

## Handlung
San Francisco, 1882: Kurt Shand wird von dem Walfänger Red Dorsett schanghait. Da Kurt an der Harpune untauglich ist, wird er dauernd bestraft und geschlagen, was seinen Hass auf Dorsett noch steigert. In Jabbertown, Alaska, gelingt es ihm, das Schiff zu verlassen. Eine Passage zurück nach San Francisco kann er nicht auftreiben, da ihn Dorsett als Deserteur in der Stadt gebrandmarkt hat. Kurt bleibt in Jabbertown, heiratet Patsy und bekommt mit ihr den Sohn Michael.
20 Jahre später will Kurt, dass sein Sohn Rache an den Dorsetts nimmt, doch Michael will nicht. Bei Michaels Geburtstagsfeier kommt es zu einem Streit zwischen Vater und Sohn. Michael verletzt seinen Vater unabsichtlich. Er schwört seinem sterbenden Vater, dessen Rachepläne durchzuführen. Zwar ist der alte Dorsett seit einiger Zeit tot, doch Michael findet Red jr. in einem Saloon, schlägt ihn zusammen und übernimmt dessen Walfangboot The Chagnak. Rays Freundin Kitty Canon, eine Sängerin, wendet sich Michael zu. Mike tauft das Boot in The Flying Kate um und geht auf Walfang. Bei der Jagd auf einen Wal verfängt sich Michael mit dem Fuß in der Harpunenleine und geht über Bord. Red jr. und seine Männer sind in einem weiteren Boot gefolgt und ziehen den bewusstlosen Michael ins Boot. Red befiehlt, Michael in eines der Rettungsboote zu setzen und ihn auszusetzen. 
Michael wird von zwei Eskimos gefunden, die ihn zur Missionsstation von Reverend McFee bringen. Unter der Pflege von McFees Tochter Christine erholt sich Michael. Zur gleichen Zeit informiert Kodiak, Michaels Freund, Kitty von Michaels angenommenem Tod. Kitty übernimmt die Flying Kate und macht Kodiak zum Kapitän. Als Michael nach Jabbertown zurückkehrt, scheint es, als wolle er nicht mehr zur See fahren. In der Zwischenzeit sorgt sich Christine um die Versorgung der Eskimos, da der Jagderfolg auf Wale und Robben immer kleiner wird. Michael hat Christine versprochen, den Eskimos zu helfen, die sich mit Christine in ihren Kajaks auf den Weg nach Jabbertown machen, da Wale, die sie nicht selber jagen können, gesichtet wurden.
Kitty ist eifersüchtig auf Michaels Freundschaft mit Christine und verrät Red jr., wo die Wale gesichtet wurden. Red jr. segelt Michael hinterher, mit Kitty als Gefangener. Als Kodiak einen Wal harpuniert, schickt Red seine Männer in Booten aus, um das Tier zu bergen. Während Red an Bord der Flying Kate geht, entkommt Kitty aus ihrer Kajüte. Michaels Männer schießen mit einer Harpune ein Loch in Reds Beiboot, das daraufhin kentert. Auch Kitty ist an Bord gekommen und kann verhindern, dass Red Michael mit einer Harpune angreift. Sie schubst ihn zur Seite, Red verfängt sich in einem Seil, das ihn erdrosselt. Kodiak kann den Wal bergen. Später werden Kitty und Michael an Bord der Flying Kate von Reverend McFee getraut.

## Produktion

### Hintergrund
Gedreht wurde der Film von Ende Mai bis Ende September 1947 in Alaska auf Kodiak Island und in Skagway sowie auf Santa Catalina Island in Kalifornien.
Produzent Ewing Scott hatte geplant, dsn Film für Universal-International Pictures zu drehen. Dies kam nicht zu Stande, daher wendete er sich an die Brüder Danches, mit denen er schon 1947 zusammengearbeitet hatte. Die Danches erwarben ein vier Jahre altes Patrouillenboot der US Navy und stachen damit von San Diego aus in See.
Scott verbrachte einen Monat in der Beringstraße und filmte dort Walfänger bei ihrer Arbeit. Die Tötung der Wale an sich filmte er nicht, da die Regierung das Filmen solcher Szenen durch Privatleute verboten hatte. 
Der für die Rolle des Red Dorsett jr. vorgesehene Ernest Michens erlitt durch einen Unfall so schwere Verletzungen, dass er ersetzt werden musste. Schäden am Filmmaterial führten zu aufwendigen Nachdrehs. Die Danches gaben an, dass der Film ca. 400.000 Dollar gekostet habe (2023: 5 Millionen Dollar).

### Besetzung
John Bromfield drehte diesen Film vor seinem eigentlichen Kinodebüt Du lebst noch 105 Minuten, der ca. drei Wochen früher seine Premiere feierte.

### Musik
Der im Film zu hörende Song This Is Real wurde von Doc Mason und Dok Stanford geschrieben.

## Veröffentlichung
Die Premiere des Films fand am 24. September 1948 statt. In der Bundesrepublik Deutschland kam er am 8. Februar 1951 in die Kinos.

## Kritiken
Das Lexikon des internationalen Films schrieb: „Trotz schöner Landschaftsbilder ein primitiver Abenteuerfilm, der unversöhnlichen Haß glorifiziert.“
Bosley Crowther von der The New York Times erkannte das Bemühen der Filmemacher an, diesen derben Abenteuerfilm zu drehen. Während die Außenaufnahmen die Schönheit der Natur und die eigentliche Action der Waljagd zeigen, sei die Geschichte hoffnungslos naiv, eine kindische Darstellung kalter Rivalität und Rache, welche in schmerzhaft amateurhafter Art inszeniert und dargestellt werde.
Der Kritiker des TV Guide sah einen sperrig konstruierten Film mit einer interessanten Geschichte und guten Naturaufnahmen.